# 421

421(사백이십일)은 420보다 크고 422보다 작은 자연수다.

## 수학
- 82번째 소수(素數)다. 앞의 소수는 쌍둥이 소수인 419, 다음 소수는 431이다.
- 피타고라스 삼조의 빗변의 길이이다. ({\displaystyle 29^{2}+420^{2}=421^{2}})[a]
- {\displaystyle 421=73+79+83+89+97}
  - 연속하는 소수(素數) 5개의 합으로 나타낼 수 있으며, 이 성질을 지닌 앞의 수는 395, 다음 수는 449다.
- {\displaystyle 421=14^{2}+15^{2}}
  - 15번째 중심있는 사각수로, 연속하는 두 자연수의 제곱합으로 나타낼 수 있다. 앞의 중심있는 사각수는 365, 다음은 481이다.
- {\displaystyle 20^{3}-1}은 421로 나누어떨어진다.

## 과학
- NGC 421: 물고기자리 방향에 있는 천체.

## 교통

### 철도
- 수도권 전철 4호선 동대문역의 역번호.

### 도로
- 고속도로 및 국도
  - 유럽 고속도로 421호선: 벨기에 에이나텐(영어판)에서 룩셈부르크까지 이어지는 유럽 고속도로.
  - 일본 421번 국도(일본어판): 미에현 구와나시에서 시가현 오미하치만시까지 이어지는 일본의 국도.
- 기타 도로
  - 421번 지방도: 강원특별자치도 정선군 신동읍에서 삼척시 하장면까지 이어지는 대한민국의 지방도.
  - 현도 제421호선

## 군사
- U-421(영어판): 제2차 세계 대전에 사용된 나치 독일의 군용 잠수함.

## 문화유산
- 대한민국의 보물 제421호: 남원 실상사 약수암 목각아미타여래설법상
- 대한민국의 사적 제421호: 삼척 두타산 이승휴 유적

## 작품
- 〈421-a will-〉: KOTOKO의 4번째 메이저 싱글. (2005년 10월 13일 출시)

제목인 421은 KOTOKO의 메이저 데뷔일인 4월 21일을 의미한다.

## 방송
- KT HCN의 복지TV 채널 번호.

## 기타
- 날짜: 4월 21일
- 연도: 421년, 기원전 421년